# Hollandichthys multifasciatus
Hollandichthys multifasciatus es una especie de peces de la familia Characidae en el orden de los Characiformes es una de las dos especies del género Hollandichthys.

## Morfología
Los machos pueden llegar alcanzar los 9,6 cm de longitud  total.

## Hábitat
Vive en zonas de clima tropical entre 16 °C - 23 °C de temperatura.

## Distribución geográfica
Se encuentran en Sudamérica: ríos costeros entre Río de Janeiro y Río Grande del Sur (Brasil).